# Dorfkirche Salzbrunn (Beelitz)

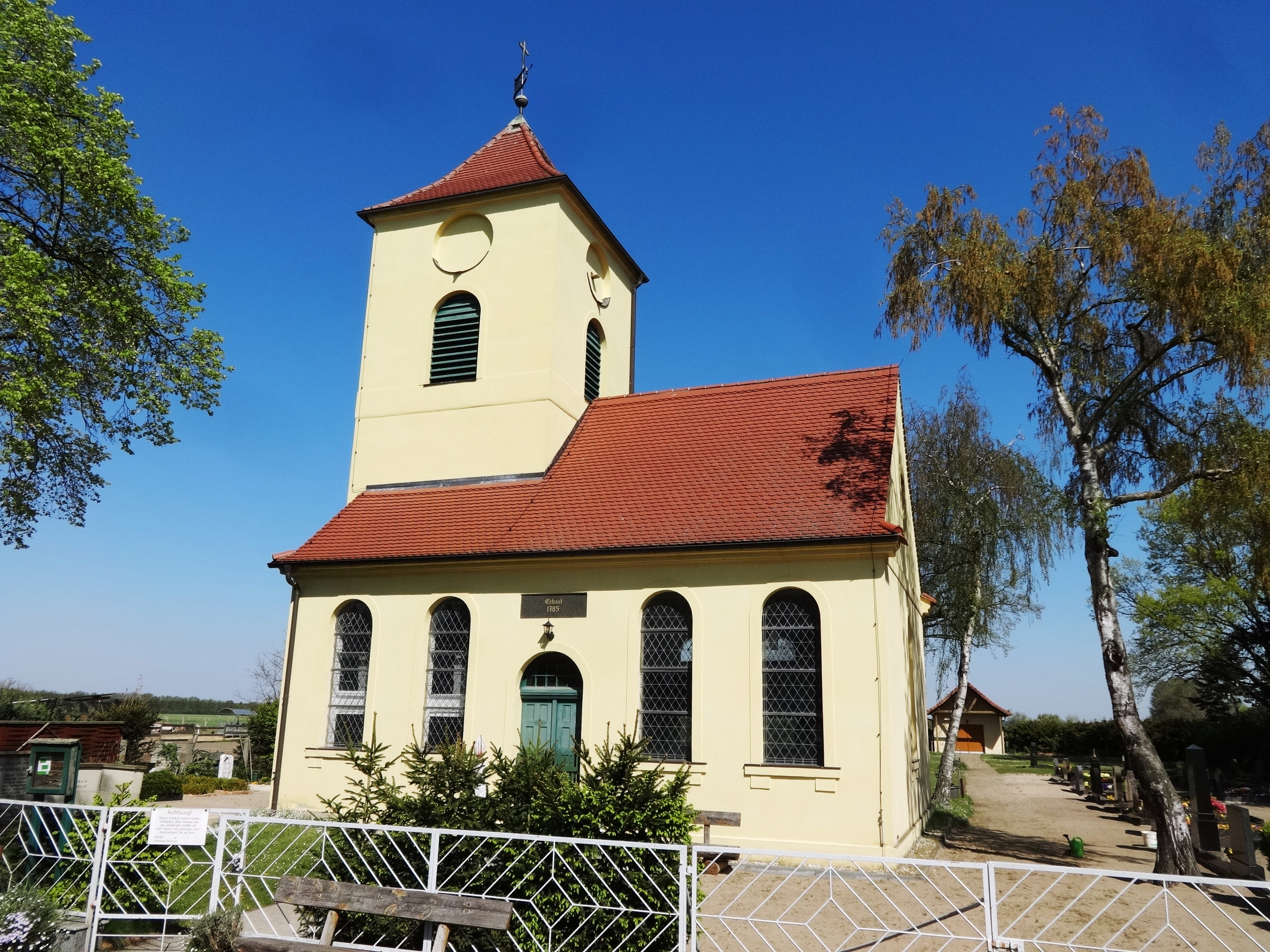
Dorfkirche Salzbrunn

Die evangelische Dorfkirche Salzbrunn ist eine Saalkirche aus dem Jahr 1784/1785 im Ortsteil Salzbrunn der Stadt Beelitz im Landkreis Potsdam-Mittelmark in Brandenburg. Die zugehörige Kirchengemeinde gehört zum Pfarrbereich Wittbrietzen im Kirchenkreis Mittelmark-Brandenburg der Evangelischen Kirche Berlin-Brandenburg-schlesische Oberlausitz.

## Geschichte
Der Sakralbau wurde in den Jahren 1784 bis 1785 errichtet. Bauherren waren Siedler aus der Pfalz, die von Friedrich dem Großen im Jahr 1748 in die Region geholt wurden und vom preußischen Königshaus die Zusage für einen Kirchenbau erhielten. Die seelsorgerische Betreuung übernahm seit 1752 der Inspektor Wenzelmann aus Potsdam. Auf Grund fehlender finanzieller Mittel sollte zunächst jedoch nur ein Bethaus errichtet werden, was zu Widerstand bei den Kolonisten führte. Sie erklärten sich bereit, eigene finanzielle Mittel und weitere Eigenleistungen einzubringen. Durch den Siebenjährigen Krieg verzögerte sich der Baubeginn erneut. Nach gut einem Jahr Bauzeit konnte das Gebäude jedoch am 22. Juni 1785 mit einer Trauung eingeweiht werden. Wenzelmann wurde dafür – wie auch zu allen anderen Anlässen – mit einer Kutsche aus Potsdam abgeholt. Er erhielt für seine Dienste 12 Scheffel Korn pro Jahr. Allerdings fühlten sich die Bewohner von Salzbrunn nicht ausreichend betreut. Sie waren der Ansicht, dass die Bezahlung zu hoch sei und stellten daher die Zahlungen zunächst ein. Nach einer förmlichen Beschwerde am 10. August 1754 eskalierte die Situation und man beglich die aufgelaufenen Schulden in Höhe von 24 Scheffel. Allerdings teilten sie dem Inspektor mit, dass sie das Getreide nur bis Beelitz und nicht nach Potsdam liefern werden.
1763 übernahm der Prediger Beauvis aus Lehnin die Betreuung der Gemeinde. Auch er wurde mit einem Fuhrwerk abgeholt und beschwerte sich im April 1770 über einen unkomfortablen Transport. Dennoch wurde die Tradition des „Fahrdienstes“ bis nach dem Ende des Zweiten Weltkrieges beibehalten.
Anlässlich einer Kirchenvisitation am 8. Oktober 1876 stellte die Kirchenleitung fest, dass das Dach repariert und die Gesimse und Brüstungen am Kirchturm erneuert werden müssen. Die Arbeiten wurden in den folgenden Jahren im Wesentlichen vom Zimmermeister Kaiser aus Buchholz ausgeführt. Kleinere Ausbesserungsarbeiten, etwa am Friedhofszaun, erledigte die Kirchengemeinde in Eigenleistung. 1895 wurde der Putz am Kirchturm erneuert; ein Jahr später das Dach repariert. Die Kosten wurden zu zwei Dritteln vom Staat und zu einem Drittel durch die Gemeinde beglichen. 1897 erhielt das Bauwerk Bleiglasfenster, die Karl Busch aus Berlin-Charlottenburg für 491,25 Mark herstellte und einbaute. Am 13. April 1908 wurde eine 1000 Mark teure Grüneberg-Orgel in Betrieb genommen. Im selben Jahr besserten Handwerker das Kirchengestühl aus, das anschließend vom Berliner Kunstmaler Albert Lensch mit floralen Elementen verziert wurde. Außerdem erhielt das Bauwerk einen neuen Fußboden aus sechseckigen Mauerziegeln.
Am 14. Juni 1911 schlug ein Blitz in die Kirche ein und zerstörten die Arbeiten Lenschs. Sie konnten erst im Juni 1914 wieder restauriert werden. 1930 wurde der Putz erneuert und gestrichen. Im Zweiten Weltkrieg musste die Kirchengemeinde eine Glocke im Zuge einer Metallspende des deutschen Volkes abgeben; sie wurde erst 1956 ersetzt und geweiht. 1958 erhielt der Innenraum eine neue Ausmalung. Im selben Jahr errichtete die Gemeinde einen Gedenkstein für die Gefallenen der Weltkriege im südwestlichen Bereich des Friedhofs. Weitere Instandsetzungsarbeiten wurden in den darauf folgenden Jahren überwiegend durch Spenden finanziert, darunter auch von ehemaligen Bewohnern, die in der Zeit der Deutschen Teilung nach West-Berlin umgezogen waren. Im Jahr 2003 erfolgte eine umfassende Sanierung für rund 100.000 Euro. Für weitere 40.000 Euro wurde ein Jahr später das Gebäudeinnere saniert.

## Architektur

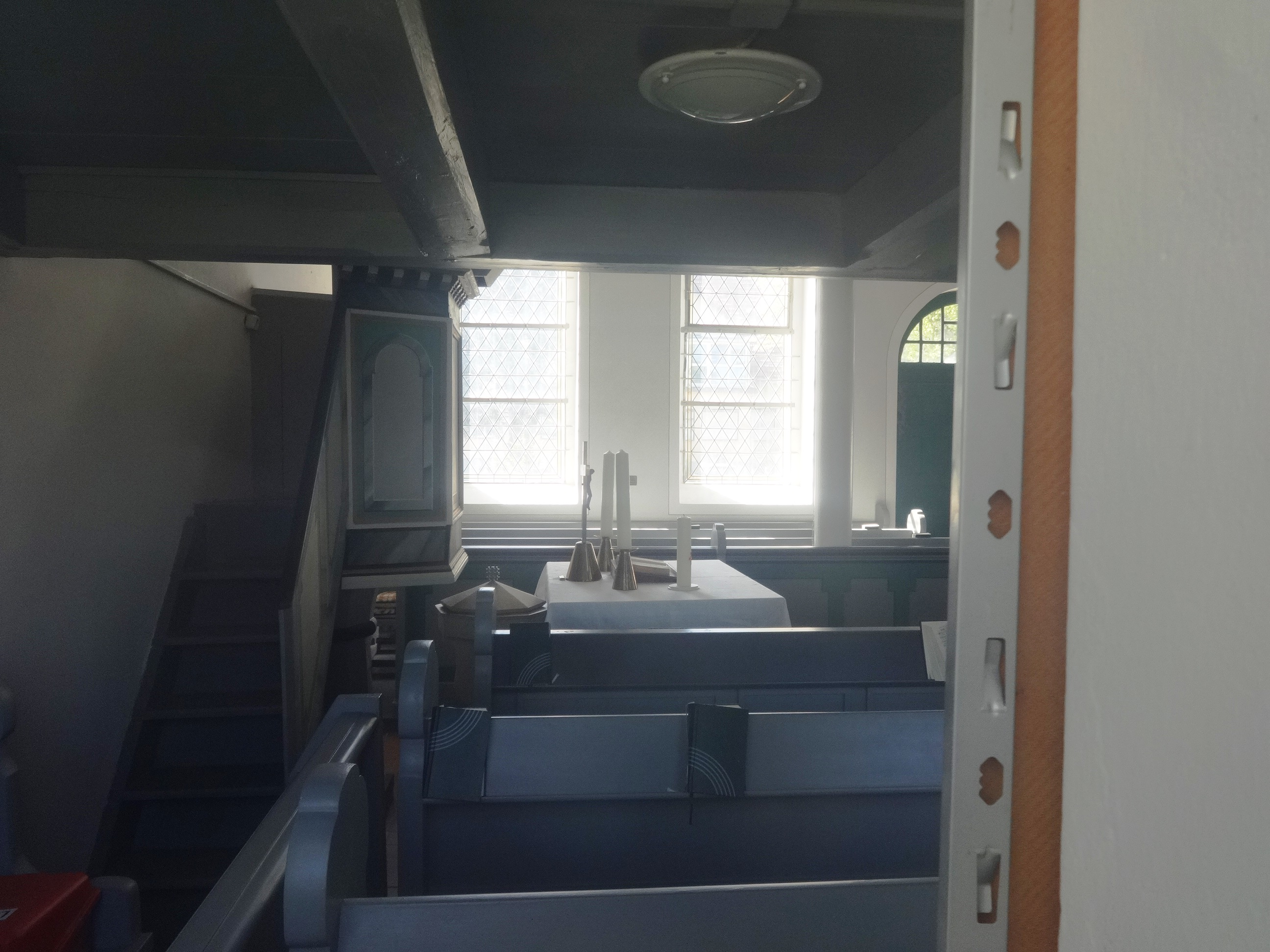
Blick in den Innenraum

Die vergleichsweise kleine Kirche ist mit einem Putz versehen, der mit hellgelber Farbe angestrichen wurde. An der Südseite des Kirchenschiffs befinden sich vier, an der Nordseite fünf hohe rundbogenförmige Fenster. Der Zugang erfolgt über ein mittig an der Südseite angeordnetes, ebenfalls rundbogenförmiges Portal mit einer grün gestrichenen Holztür. Darüber ist mit der Zahl 1785 – in goldener Schrift auf schwarzem Grund – das Jahr der Kirchweihe angegeben. In der Ostwand des Kirchenschiffs ist eine Nische eingearbeitet, die die Form der Fenster aufnimmt. Ein profiliertes Gesims trennt sie vom Ostgiebel, in dem ein rechteckiges Fenster erkennbar ist. An der Westwand des Kirchenschiffs stützen zwei mächtige Strebepfeiler den vergleichsweise massiven, sich daran anschließenden Kirchturm. Er verfügt an jeder Seite über je eine rundbogenförmige Klangarkade, an die sich nach oben hin ein achssymmetrisch angeordneter und verputzter Kreis anschließt. Das Gebäude ist mit einem schlichten Satteldach bestehend aus rötlichem Biberschwanz eingedeckt. Diese Ziegel wurden auch am Walmdach des Kirchturms genutzt, das mit einem Knopf, einer Wetterfahne sowie einem Kreuz abschließt.

## Ausstattung
Der Innenraum ist mit einer flachen Putzdecke versehen. Auffällig ist auch hier die massive Unterkonstruktion für den Westturm. Die Ausstattung aus der Bauzeit beschreiben Experten als schlicht. Die Kanzel soll im Ende des 18. Jahrhunderts hergestellt worden sein und ursprünglich aus dem Kloster Lehnin stammen. Dafür würde sprechen, dass die Kirchengemeinde bis 1831 von Lehnin, später von Treuenbrietzen aus seelsorgerisch betreut wurde. Eine hölzerne Gedenktafel des Berliner Künstlers Goksch erinnert an die Gefallenen aus dem Ersten Weltkrieg. Es wird durch ein Mahnmal für die Gefallenen der Kriege ergänzt, das sich auf dem Friedhof befindet.